# Once upon a time in 横浜 〜B'z LIVE GYM'99 "Brotherhood"〜
『once upon a time in 横浜 〜B'z LIVE GYM'99 "Brotherhood"〜』（ワンス・アポン・ア・タイム・イン・よこはま・ビーズ・ライブジム・ナインティナイン・ブラザーフッド）は、日本の音楽ユニット・B'zが、2000年8月2日にリリースした6作目の映像作品（VHSとしては6作目、DVDとしては4作目）。
DVDはシングル『ultra soul』発売時に他の3作品と共に同時リリースされた。

## 概要
1999年に開催されたライブツアー『B'z LIVE-GYM '99 "Brotherhood"』の、8月28日・29日に行われた横浜国際総合競技場（現・日産スタジアム）公演の模様を収録。
元々本作は過去のライブ映像の中からファン投票により選曲された「ベストライブビデオ」として発売する予定で、前作『The true meaning of "Brotherhood"?』に同封された葉書にて「もう一度みたいライブツアー・楽曲」というアンケートが行われた。しかし、そのアンケート投票結果を見たところ「もう一度見たいツアー」において「"Brotherhood"ツアーを見たい」という希望が集中したため、"Brotherhood"ツアー横浜公演のライブビデオという形でリリースされることとなった。また、アンケートで「もう一度見たい楽曲」で第1位となった「スイマーよ!!」がボーナス・トラックとして収録された。
アルバムツアーが映像化されたのは本作が初めてであり、過去の映像作品とは異なりドキュメントシーン等の挿入はなく基本的にライブ映像で構成されている。未収録は松本ソロの「THE CHANGING」であり、MCもほとんどカットされている。また、楽曲「Brotherhood」のライブ映像はエンドロールとしてセピア映像に加工して収録されている。
なお、当初制作予定であった「ベストライブビデオ」の企画は、2008年の『B'z LIVE-GYM Hidden Pleasure 〜Typhoon No.20〜』で実現している。

## 演奏

### メンバー
- 松本孝弘：ギター、プロデュース
- 稲葉浩志：ボーカル

### サポートメンバー

#### B'z LIVE-GYM '99 "Brotherhood"
- 増田隆宣：キーボード
- 黒瀬蛙一：ドラム
- 満園庄太郎：ベース

#### B'z LIVE-GYM '98 "SURVIVE"（特典映像）
- 大島康祐：キーボード
- 黒瀬蛙一：ドラム
- 徳永暁人：ベース

## 収録内容
1. ギリギリchop
  - 曲が始まる前に、B'zの二人に扮した少年モデル達が登場[1]。
2. F・E・A・R
3. Liar! Liar!
  - 定番の「B'zのLIVE-GYMにようこそ！」で曲が始まる[1]。イントロのシンセサイザー部分はカットされている。
4. HOME
  - 本ツアーがライブ初演奏。
5. TIME
6. Easy Come, Easy Go!
  - 稲葉がアコースティック・ギターを弾きながら歌唱。間奏ではメインステージから延びたサブステージに移動し、コールアンドレスポンスを行う。
7. ながい愛
8. 銀の翼で翔べ
9. SKIN 
  - 増田のオルガンソロからイントロに繋がる。
10. SHINE
  - スタジアム公演では横浜公演限定で演奏された。
  - 実際のライブでは本曲の後、松本のMCに続き「THE CHANGING」が演奏されていた[3]。
11. 遠くまで
  - DVD版のみ収録。稲葉のソロ楽曲。センターステージに移動し、ストリングスカルテットを率いて披露された[3]。
12. GO FURTHER
  - DVD版のみ収録。松本のソロ楽曲。『The true meaning of "Brotherhood"?』にも一部収録されていたが、本作ではノーカットで収録されている。
13. Calling
14. FREEWAY JAM
  - ジェフ・ベックのカバー。演奏中にメンバー紹介も行われた。
15. Real Thing Shakes
  - アウトロで二人が立っている場所の床がせり上がり、下から火花が吹き上がった。
16. LOVE PHANTOM
17. さまよえる蒼い弾丸
18. ZERO
  - 間奏のラップ部分で全身白い服を着たエキストラ十数人が登場し、ステージの左右に並び体にラップの歌詞が表示された。
19. ONE
  - ここからアンコール。
20. RUN
21. BAD COMMUNICATION
  - フルバージョンでの映像化は本作が初。
22. Brotherhood
  - モノクロに処理されており、スタッフロールが流れる。実際のライブでは「ZERO」の後に本編ラストナンバーとして演奏されていた[3]。『The true meaning of "Brotherhood"?』にもノーカットで収録されている。

### Bonus Track
- スイマーよ!! ～from B'z LIVE-GYM '98 "SURVIVE"～
  - 前ビデオにおけるアンケートの結果、1位となり収録された。